# Chandlings Farm
Chandlings Farm var en civil parish från 1858 till 1900 då den blev en del av Radley, i grevskapet Berkshire (nu Oxfordshire), i England. Civil parish var belägen 5 km från Oxford och hade 4 invånare år 1891.